# Dela
dela（デラ）は、2012年に愛知県名古屋市で結成された女性アイドルグループである。「ご当地アイドル殿堂入り」。
台湾・ハワイ・シンガポール・ベトナム・グアム・韓国・上海・ハワイ・ドバイ・メキシコ・中国北京・長沙市・インドネシア・タイ、ロサンゼルスなど海外へ積極的にLIVEを敢行する国際交流と地域貢献事業をコンセプトにしたアイドルユニット。名古屋美少女ファクトリー所属。グループ名は、Delightful Enchanting Lovely Angels（ディライトフル エンチャンティング ラブリー エンジェル）の略称で、名古屋弁で最上級（ハイレベル）という意味の『でら』や、『デラックス』の音をイメージしている。OS☆U初代プロデューサーの中村浩一がグループを立ち上げた。

## 概要
2012年、名古屋市の広告会社社長の中村浩一が、自身がプロデュースした名古屋・大須を拠点とするアイドルグループ「OS☆U」の人気を受けた新たな挑戦として、生まれ育った名古屋駅の駅西地区（名古屋市中村区）を拠点とするご当地アイドルを結成することにした。雑誌やインターネットでの募集に対して全国から615人の応募があり、同年4月1日にホームページ上の人気投票で9人が、別に1人が「モデル枠」として選ばれた。「全国区のアイドルが百貨店なら、目指すのはコンビニ。東海地方にアイドルの輪を広げ、地域を活気づけたい。」「東京に行かなくてもアイドルになれる。芸能にも地域主権を。」というコンセプトで名古屋から日本へ、日本から世界へと発信し続けるアイドルを目指している。
2014年11月からは第一興商の協力により東京での定期公演「TOKYO dela THEATRE」（トーキョーデラシアター）をスタートし、月1回のペースで公演を行っている。
定期的にdela劇場『演劇部』と題して芝居やコントを披露。愛知県出身の劇作家・演出家・俳優・平塚直隆が完全プロデュースする。平塚の書き下ろし作に全メンバーが配役を貰い女優に体当たり、挑戦する。平塚は劇団「オイスターズ」結成主宰者で過去に多数の戯曲賞を受賞する。俳優としても北村想の全作品にも出演する名バイブレイヤーでもある。
2020年、近藤薫完全プロデュースのもとシングル曲21枚、アルバム曲2枚をリリース。多数の曲が企業タイアップ、イベント・キャンペーンソングとして抜擢されている。同年7月、delaの総合プロデューサーとして近藤薫が就任する。同年12月、『2020年ご当地アイドル肩書きランキングBEST20』で第4位に選ばれる。同年12月、近藤薫退任。

## 現メンバー

### dela
| 名前       | よみ            | 生年月日               | 出身地 | 期     | カラー             | 備考 |
| ---------- | --------------- | ---------------------- | ------ | ------ | ------------------ | --- |
| 山吹萌     | やまぶき もえ   | 2005年8月29日（19歳）  | 愛知県 | 6期生  | スカイブルー       | サカエゴーラウンド美少女コンテストグランプリ受賞 名古屋フリモガールズオーディショングランプリ受賞         |
| 藤本南     | ふじもと みなみ | 1996年2月7日（29歳）   | 愛知県 | 7期生  | 紫色               | w.r.kモデルオーディション・特別賞                                                                         |
| 松島七葉   | まつしま ななは | 2003年1月20日（22歳）  | 三重県 | 8期生  | スィートピンク     | |
| 今田希     | いまだ のぞみ   | 1996年8月21日（28歳）  | 愛知県 | 9期生  | ワインレッド       | 現キャプテン。ゴルフ（ベストスコア67、USGTF国際教員免許レベル3取得、第66回・68回 国民体育大会愛知県代表） |
| 松浦奈々   | まつうら なな   | 2001年1月6日（24歳）   | 愛知県 | 9期生  | ライトグリーン     | 第38代ミス弥富金魚・ミス弥富選考会 特別審査員賞                                                           |
| 後藤ひなの | ごとう ひなの   | 1999年5月31日（26歳）  | 三重県 | 9期生  | ネイビー           | ベストオブミス2020三重 特別審査員賞                                                                       |
| 滝沢優華   | たきざわ ゆうか | 2006年8月3日（18歳）   |        | 9期生  | ビビットピンク     | |
| 森本小鳥   | もりもと ことり | 2008年1月28日（17歳）  | 岐阜県 | 10期生 | 黄色               | |
| 山川愛果   | やまかわ あいか | 2001年5月26日（24歳）  |        | 10期生 | クリームイエロー   | |
| 人見桃歌   | ひとみ ももか   | 2001年4月10日（24歳）  | 愛知県 | 10期生 | シルバー           | |
| 河村かれん | かわむら かれん | 2003年5月17日（22歳）  |        | 10期生 | パステルオレンジ   | |
| 沢田朱音   | さわだ あかね   | 2007年1月9日（18歳）   |        | 11期生 | 緑色               | |
| 本多もか   | ほんだ もか     | 2006年10月4日（18歳）  |        | 11期生 | ラベンダー         | |
| 竹下優里   | たけした ゆり   | 2010年4月8日（15歳）   |        | 11期生 | チェリーレッド     | |
| 黒木春菜   | くろき はるな   | 2002年11月28日（22歳） |        | 11期生 | オルチャンブラック | |
| 瞳さとみ   | ひとみ さとみ   | 2000年4月3日（25歳）   |        |        |                    | 2014年4月ぴよdelaとしてデビュー。 一度引退したが、2024年12月4日に再デビューを果たす。                     |

### はっぴーあいすくりーむ
| 名前       | よみ            | カラー   | 担当                     | 役割     |
| ---------- | --------------- | -------- | ------------------------ | -------- |
| 若松沙奈   | わかまつ さな   | 白色     | ミルクアイス             | リーダー |
| 橋本理央菜 | はしもと りおな | 青色     | チョコミントアイス       |          |
| 滝沢優華   | たきざわ ゆうか | 紫色     | コットンキャンディアイス |          |
| 早川雪乃   | はやかわ ゆきの | オレンジ | オレンジソルベ           |          |

## 元メンバー
レジェンドメンバー「dela〜legend〜」（期間限定復活OGメンバー）
- 犬塚志乃 - 1期生。初代キャプテン。delaの事務所に在籍しながらモデル、タレント業で活躍。ミスヤングチャンピオンファイナリスト。秋田書店「ヤングチャンピオン学園」メンバー。
- 弓彩也香 - 1期生。秋田書店「ヤングチャンピオン学園」メンバー。大阪から京都にある同志社大学に通学しながら名古屋のアイドル活動を2年間全うした。
- 森本チエミ - 1期生。ブラジル人メンバー。
- 松下小夏 - 1期生。慶應義塾大学進学のため卒業。弁護士資格を取得し、名古屋美少女ファクトリーと顧問契約を締結した。
- 片岡かずさ - 1期生。delaの活動と並行してモデル、タレント、レースクイーンで活動。2017年12月29日卒業。
- 架乃愛美 - 1期生
- 河合リカ - 1期生
- 美美（meimei） - 3.2期生
- 中島咲良 - 2期生　delaと名古屋アイドル混合ユニット、7/3で活躍。現在1児の母。
- 百那まい - 2期生
- 武田瑞穂 - 3期生
- 麗羽 - 3期生

卒業メンバー
- 沢井里奈 - 1期生（ - 2021年4月17日）　2代目キャプテン。卒業後、名古屋を拠点に歌手、司会業、タレントとして活動中。
- 早見紗英 - 1期生（ - 2020年12月30日）
- 稀亜羅（きあら） - 1期生（ - 2015年12月31日）。2025年1月現在、アイドルグループ「アルテミスの翼」のカシオペア・キアラとして活動中。
- 近藤真琴 - 2期生( - 2020年12月30日)。卒業後、上京しパラディークで活動。その後休養期間を経て現在名古屋のアイドル・ユニット、Ep:ChouChouのMAKOTOとして活動中。
- 山本華子 - 4期生（ 2017年4月- 2021年3月14日)。メンバーカラーは紺色。看護師資格取得。結婚、出産後、dela modelとして復帰。
- 山咲夢華 - 4期生（ - 2022年1月30日）3代目キャプテンを務めた後卒業。
- 神田風音 - 4期生（ - 2020年12月30日）　卒業後上京し、パラディーク、ゆめみたいにかわいいで活動。
- 沢口愛華 - 5期生（ - 2020年9月27日）。卒業後グラビアアイドル活動、現在はホリプロに在籍。
- 佐山カオル - 5期生（ - 2022年5月3日）
- 村田万葉 - 5期生（ - 2022年8月15日）
- 川崎成美 - 5期生（ - 2020年12月30日）
- 若松沙奈 - 6期生 ( - 2023年8月11)
- 淡路ゆえ - 6期生（ - 2022年1月30日）
- 橋本理央菜 - 6期生 ( - 2023年8月11)
- 夏木奈々子 - 7期生（ - 2020年10月21日）
- 坂上舞佳 - 7期生（ - 2020年）
- 早川雪乃 - 8期生 ( - 2023年8月11)
- 河村まり - 10期生 ( - 2023年2月28)

活動休止メンバー
- 秋波愛 - 1期生　卒業後、結婚、出産。
- 綾瀬麗奈 - 1期生
- 桜木彩音 - 2期生
- 桑名ありさ - 3期生
- 池永百合 - 3期生　現在レースクイーンとして活動中。
- 春野彩恵 - 3期生
- 藤崎舞菜 - 5期生
- 鈴原華鈴 - 5期生
- 愛梨澄 - 5期生
- 岡田紬布 - 7期生
- 西野結菜 - 7期生
- 斎藤愛奈 - 7期生
- 白石ゆき - 9期生
- 宮本桃子 - 9期生

## 略歴
2012年
- 3月、615人の応募者からWeb投票と公開オーディションにより12名がメンバーとして選出された[25]。
- 4月27日、お披露目会を開催し、デビュー。
- 11月、台湾 - 『JCI世界会議台湾大会JAPANNIGHT』[26]。

2013年
- 4月15日、名古屋美少女ファクトリー第2弾ユニット最終オーディション（丸栄屋上ビアガーデン）。
- 5月、グラビアアイドルとして活躍する犬童美乃梨はじめ、SUPER GTレースクイーンで構成されたSWEET SURRENDER（通称・SS〈エスエス〉）が、丸栄屋上ビアガーデンにてデビュー[27]。
- 7月、ハワイ - PVロケ＆LIVE[28]。

2014年
- 3月30日、200人以上の応募からファイナルオーディションが行われ、その中から5人がメンバーとして選考された。その模様はニコニコ動画で生配信された[29]。
- 4月4日、名古屋駅前交番の側でプレデビュー。
- 5月4日、SAKURA・FESにて正式にデビュー。1期生との区別のため、「ぴよdela」として活動する。
- 10月、シンガポール - マリーナベイサンズのPVロケ[30]。
- 11月、ベトナム - 『Japan Festival in Vietnam 2014』LIVE[31]。

2015年
- 1月、グァム - HIS観光情報雑誌モデル[32]。
- 3月29日、3期生加入。
- 4月30日、delaのキャプテンである犬塚志乃が卒業。
- 7月、韓国 - 駐名古屋韓国領事館SNSサポーター[33]。
- 10月、中国・上海 - 『上海国際芸術祭』LIVE[34]。

2016年
- 3月、ハワイ - 『ホノルルレインボー駅伝オフィシャル応援団』LIVE＆ホノルル駅伝出場[35]。
- 6月、『2016年上半期（第6回）アイドルセレクト10』に選出[36]。
- 7月、韓国 - 駐名古屋韓国領事館SNSサポーター[37]。

2017年
- 2月、UAE（アラブ首長国連邦）・（ドバイ） - ドバイ万博先遣隊[38]。
- 11月、メキシコ - 『第1回MexicoJapanWeek』LIVE[39]。
- 12月、中国・上海 - LIVE[40]。

2018年
- 3月、台湾 - セントレア（中部国際空港）PVロケ[41]。
- 6月、中国・北京 - 『複合商業施設オープニングゲスト』LIVE[42]。
- 12月、中国・北京 長沙市 - 『中国中部インポートエキスポ』ゲストライブ[43]。
- 12月、『2018年下半期（第11回）アイドルセレクト10』に選出[44]。

2019年
- 2月、台湾 - LIVE[45]。
- 7月、台湾 - 台湾最大級音楽フェス『覚醒音楽祭』LIVE出演（土屋アンナ、SEX MACHINEGUNS ほか）海外ファンツアーをJTBが実施[46]。
- 9月、インドネシア・バリ島 - DVD撮影[47]。
- 9月、タイ - 『Asia Pop Culture Festival 2019 in Thailand』@タイ🇹🇭バンコクMEGA Bangna[48]。
- 10月、ロサンゼルス - ロサンゼルス－名古屋〜姉妹都市提携60周年[49] 。
- 10月、メキシコ - dela Mexico Vity Live、日墨交流イベント[50]。

2020年
- 3月、韓国 - 弘大前広場LIVE[51]。
- 7月27日、メンバー1名の新型コロナウイルス感染が発覚し、濃厚接触者にあたる全メンバーが活動自粛。保健所の指針に従う形で2020年8月14日よりグループでの活動を再開[52]。ライブ活動については8月21日から再開する[52]。
- 12月22日、『2020年ご当地アイドル肩書きランキングBEST20』で第3位に選ばれる[10]。

2022年
- 4月27日 - 結成10年を迎えて日本ご当地アイドル活性協会より『ご当地アイドル殿堂入り』に認定される[53]。

## 作品

### シングル
|            | 発売日         | タイトル                     | 収録曲 | 規格品番            | 最高位 | 備考 |
| ---------- | -------------- | ---------------------------- | --- | ------------------- | ------ | ---- |
| 1st        | 2014年3月5日   | Orange blossom               | - Orange blossom - 英傑！豊太閤 - キラキラ | DQC-1236            | -      | 廃盤 |
| 2nd        | 2014年8月6日   | 抱いてファンタジア           | - 抱いてファンタジア - 夏しぶき！ - 未来への招待状（Single ver.） - けったこぐ（ぴよdela ver.）                                                              | DQC-1330            | 151位  | 廃盤 |
| 3rd        | 2014年12月10日 | Love,Ding Dong               | - Love,Ding Dong - dela JEWELRY - ふぁいてぃん！ 〜サヨナラなんて怖くない〜（Type-A） - 置いてきたRegret（Type-B） - LOVE & PEACE（ぴよdela ver.）（Type-C） | MIUZ-9.10.11        | 51位   |      |
| 4th        | 2015年4月22日  | 言葉なんていらない           | - 言葉なんていらない - SHANDY - 15〜Fifteen〜(Type-A) - 誰彼〜TASOGARE〜（Type-B） - 愛と勇気のCLAP YOUR HANDS（Type-C）                                     | MIUZ-14.15.16.      | 75位   |      |
| 5th        | 2015年8月26日  | 君行きExpress                | - 君行きExpress - ビキニ大戦（Type-A・C） - シルバースプーン（Type-B・D）                                                                                    | MIUZ-19.20.21.22    | 52位   |      |
| 6th        | 2015年12月13日 | ためらいRetweet              | - ためらいRetweet - クリスマスはあなた色 | MIUZ-30.31.32.33.34 | 47位   |      |
| 7th        | 2016年8月23日  | 夏体験物語                   | - 夏体験物語 - ママの夢 | MIUZ-51.52.53.54    | 98位   |      |
| 8th        | 2016年12月26日 | バレないようにキスをして     | - バレないようにキスをして - dela LEGEND | MIUZ-60.61.62.63    | 83位   |      |
| 9th        | 2017年5月15日  | 赤いカーディガン             | - 赤いカーディガン - SAKAE GO ROUND | MIUZ-71.72          | 167位  |      |
| 10th       | 2017年8月15日  | 夏空のチャペル / 名古屋でGO2 | - 夏空のチャペル - 名古屋でGO2 | MIUZ-77.78          | -      |      |
| 11th       | 2017年10月16日 | Halloween Go Round           | - Halloween Go Round | ASIN: B076FTNV9N    | -      |      |
| 12th・13th | 2018年11月24日 | 薔薇薔薇'n Girl              | - 一富士、二鷹、三州瓦 - 薔薇薔薇'n Girl | MIUZ-0096           | -      |      |
| 14th       | 2019年4月17日  | すき家のうた                 | - すき家のうた | MIUZ-101            | -      |      |
| 15th       | 2019年5月22日  | ほどけないときめき           | - ほどけないときめき - 急いで!初恋 | MIUZ-102            | -      |      |
| 16th       | 2019年11月23日 | DADADA                       | - DADADA | ASIN: B081WX7WR9    | -      |      |

### アルバム
|     | 発売日        | タイトル            | 収録曲 | 規格品番                           | 最高位 | 備考 |
| --- | ------------- | ------------------- | --- | ---------------------------------- | ------ | ---- |
| 1st | 2013年11月6日 | ナナイロのうた      | - ナナイロのうた - Kissと誘惑のラビリンス - 紙吹雪〜dela祭り〜 - けったこぐ - Creamy, Dreamy | DQC-1172                           | -      |      |
| 2nd | 2016年4月5日  | DELAX〜dela best〜  | - Love,Ding Dong - 抱いてファンタジア - 君行きExpress - けったこぐ - ビキニ大戦 - 15〜fifteen〜（Album ver.） - だから会いに来て - dela JEWELY - Orange blossom（Album ver.） - 夏しぶき! - ふぁいてぃん！ - ナナイロのうた - 言葉なんていらない - 伝説の美少女（Album ver.） - GIRL, GROWIN' UP（Album ver.）       | MIUZ-37.38.39.40.41                | 36位   |      |
| 3rd | 2020年6月10日 | DELAX2〜dela best〜 | - ためらいRetweet - 夏体験物語 - バレないようにキスをして - 赤いカーディガン - SAKAE GO ROUND - 夏空のチャペル - Halloween Go Round - 薔薇薔薇’n Girl - 一富士、二鷹、三州瓦 - すき家のうた - ほどけないときめき - 急いで！初恋 - MAWARE -Special Heart Pride-（2020） - dela LEGEND - DADADA - クリスマスはあなた色 | MIUZ-2003.2004.2005.2005.2006.2007 | -      |      |

### 参加作品
| 発売日        | タイトル                      | 規格品番  | 収録曲                     | 備考 |
| ------------- | ----------------------------- | --------- | -------------------------- | ---- |
| 2012年9月26日 | 次世代アイドル革命!!Blue Lips | TECI 1343 | GIRLS,GROWIN'UP            | -    |
| 2014年1月15日 | IDOL WAVE                     | ZINE-1003 | けったこぐ                 | -    |
| 2014年9月3日  | RE:IDOL〜はじめてのチュウ     | UGCA5001  | Runner、グレートマジンガー | -    |

### 未音源化楽曲
- Don't STORY
- でら！ストライク!!
- 守ってセーフティドライブ
- overtune（ステージOP曲）

### 単独ライブ
※は映像化されている
- 1st LIVE『delaMETHOD』(2012年12月24日) ※
- 2nd LIVE『伝説の美少女』(2013年3月31日)
- 3rd LIVE『クリスマスイブの約束2013』(2013年12月23日)
- 4th LIVE『出会いと別れの1ページ・・・』(2014年3月30日)
- 5th LIVE『dela JEWELRY』(2014年12月10日)
- 6th LIVE『君行きExpress』(2015年8月30日)
- 7th LIVE『クリスマスはあなた色』(2015年12月15日)　※
- 8th LIVE『DELAX』(2016年5月1日)
- 9th LIVE 『夏体験物語』(2016年8月28日)
- 10th LIVE『dela LEGEND』(2016年12月27日)　※Blu-ray
- 11th LIVE『dela GO ROUND』(2017年4月30日)
- 12th LIVE『夏空のチャペル』(2017年8月15日)
- 13th LIVE『dela grasias』(2018年12月29日)
- 14th LIVE『dela SABARA』(2018年5月5日)　※
- 15th LIVE『dela Roses』(2018年8月13日)　※
- 16th LIVE『Whirl Wind』(2018年12月30日)　※
- 17th LIVE『ほどけないときめき』(2019年5月5日)　※
- 18th LIVE『SUMMER MAGIC 2019』(2019年8月18日)　※
- 19th LIVE『DELA NEX』(2019年12月30日)
- 20th LIVE『dela 20th LIVE』(2020年5月1日)  - コロナ禍の影響により中止

## 出演

### テレビ
- ジョシばな（2013年 - 、メ〜テレ） - 犬塚、綾瀬、神田
- 100本魂（2013年 - 、メ〜テレPlus）
- 美女のミニ惑（2013年2月18日 - 3月15日）
- しりたい嬢（2015年 - 、メ〜テレ） - 沢井、早見
- アイドリぃむTV!（2015年 - 、CBCテレビ） - 秋波、片岡

### テレビドラマ
- メ〜テレドラマ（メ〜テレ）
  - 名古屋行き最終列車（2012年、2014年） - 犬塚・綾瀬
    - 名古屋行き最終列車2020（2020年） - 綾瀬麗奈

  - 卒業（2014年3月18日（17日深夜）） - 綾瀬・早見
  - 三人兄弟（2015年10月12日 - 12月） - 沢井（第1話出演）、秋波愛、池永、他
- 黄金鯱伝説グランスピアー2ndシーズン 第2話・8話（2014年、東海テレビ） - 早見（第8話主演）
- 三都IDOL物語（2016年6月24日、北海道テレビ、メ〜テレ、九州朝日放送） - LOVEコーチン 役 [54]
- 愛知県屋根工事連盟×dela『鬼みち』（メ〜テレ） - 綾瀬・秋波・早見

### ラジオ
- dela ding dong!（2015年 - 2022年、東海ラジオ）　※ソフトバンク、全建愛知スポンサー
- delaの今夜もけったこぐ（2017年 - 2021年、CBCラジオ）
- delaのバレないようにラジオを聴いて（2017年、CBCラジオ）
- Buzz dela（FM AICHI） 毎週土曜日、18時30分～19時。
- 三州瓦presents dela stream（2018年 - 2020年、@FM）[55]
- 沢井里奈のさわやか＃さわーたいむ（2018年 - 、@FM）※沢井のみ[56]
- 7☆3 I-DREAM STATION（2018年 - 2020年、CBCラジオ）※川崎のみ
- 7☆3ギュッと。のもっとギュッと。（2018年 - 2019年、CBCラジオ）※中島のみ

### 雑誌
- 「週刊ヤングジャンプ・サキドルエースSURVIVAL2014」ベスト5（集英社）片岡かずさ
- 「週刊ヤングジャンプ・サキドルエース2015」ベスト3（集英社）片岡かずさ
- 「2014 CONOMi制服アワード」優秀賞、「週刊ヤングジャンプ・サキドルエース2015」（集英社）早見紗英
- 「週刊ヤングジャンプ・サキドルエース2015」ベスト3（集英社）瞳さとみ
- 「週刊ヤングジャンプ・サキドルエース2015」ベスト3（集英社）沢井里奈
- 「ミスマガジン2018」（講談社）グランプリ[57][58][59][60][61][62][63][64][65] 沢口愛華

### CM
- 椿フェスタ2013（2013年10月 - 、名古屋駅西口ビックカメラ横大型ビジョン）[66]
- 朝日新聞「朝日医学部シンポジウム」（2013年11月17日、メ〜テレ）
- 名鉄グループ（2013年11月 - 、テレビCM）
- 名古屋鉄道
- 名鉄百貨店
- 朝日新聞セミナー
- ニッショーアパートニュース
- 豊田合成リンク
- 愛知県住宅防犯対策協議会（2018年）
- 中部電気保安協会（2018年）
- フィットハウス（2018年）[67]

### DVD
- 国土交通省中部地方管理局製作「建設業 夢を形にする世界」（2015年）

### ゲーム
- ブロッククラッシュ チームD（2012年） - 定番ブロック崩しゲームのブロッククラッシュシリーズ

### ネット配信
- dela 全員集合!!（2013年 - 、アメーバスタジオプレミアム）
- レオパレス21居住者限定番組「レオナビ」（2013年3月31日 - 、LEONET）
- インスタントジョンソンのかわいこちゃーん（2013年11月16日、アメーバスタジオ）
- 経済産業省・中小企業庁サイト「ものづくり★プライド 注目支援施策を活用した成果事例」 - 東海エリア代表として参加（2016年3月）[68]

### イメージキャラクター
2012年
- 名古屋駅新幹線地下街「ESCA」秋のサンクスフェスタのイメージキャラクター[69]
- 公益社団法人日本青年会議所世界会議 台湾大会　日本代表モデル[70]

2013年
- レオパレス21「レオナビ」のイメージキャラクター[71]
- TOKYO AUTOSTYLE 2013　＠東京ビッグサイト〜東京オートスタイルイメージガール　NBGF2日間限定ユニット[72]
- 名古屋市消防局一日消防官[73]

2014年
- 農林水産省都市農村共生対流総合対策事業研修モデル[74]
- 愛知県知事選挙啓発事業メインキャンペーンキャラクター[75]
- 衆議院議員選挙名古屋市選挙管理委員会メインキャラクター[76]
- 中部国際空港セントレアキャンペーンモデル[77]
- 名古屋青年会議所年間サポーター[78]
- 第67回日本選手権競輪イメージキャラクター[79]
- 松坂屋2014新作水着＆浴衣モデル[80]

2015年
- 愛知県知事選挙キャラクター[81]
- 国土交通省中部地方整備局広報モデル[82]
- 2019年ラグビーワールドカップ開催地、愛知県ラグビー協会公認ソング「15（Fifteen）」[83]
- 駐名古屋大韓民国総領事館公認広報大使として片岡あずさが任命。7月釜山・慶州・ソウルから、韓国の「自然・食・音楽・文化」をSNSで紹介[84]
- 新舞子海上レインボーサマー2015公式イメージアイドル[85]
- 愛知県交通安全キャンペーンメインキャラクター[86][87]
- 名古屋市消防局ポスターモデル[88]

2016年
- 名古屋市消防局公認広報アイドル[89]
- ホノルル・レインボー駅伝(EKIDEN)2016 オフィシャル応援団[90]
- 2016RENGOキャンペーン「クラシノソコアゲ応援団」特別団員[91]
- 駐名古屋大韓民国総領事館SNSサポーターズ[92]
- 中日スポーツ公認・グランパス応援マネージャー[93]
- すき家豊田スタジアム店・名誉店長[94]
- 第24回参議院議員通常選挙イメージモデル（18歳選挙権導入）[95]
- 中部国際空港セントレアオフィシャルサポーター（イルミネーションPV出演）[96]

2017年
- 名古屋市消防団サポーター[97]
- 在メキシコ合衆国日本国大使館 特命全権大使[98]
- 名古屋市消防局公認広報アイドル[99]
- 電車でGO! PLUG＆PRAY・ナビゲート[100]
- 松坂屋オフィシャルサポーターモデル[101]
- 中日スポーツ公認・名古屋グランパス応援マネージャー[102]
- 名古屋まつり英傑行列「千姫」[103]
- 名古屋観光文化交流大使（国内外へ名古屋の大使として派遣）[104]
- 三州瓦公式応援サポーター

2018年
- 名古屋市消防団サポーター[105]
- インターハイ2018・アンバサダー[106]
- ＠FM SAFETY DRIVERS CAMPAIGN『Do! Safety 2018』Do!Safety 無事故無違反コンテスト・アンバサダー[107]
- タイ国際航空『TGでら夜便サポーターズ』メッセンジャー[108]
- 愛知県交通事故死者数15年連続ワースト脱却キャンペーン推進キャラクター[109]
- 夏の安全なまちづくり県民運動推進キャンペーン推進キャラクター[110]
- 愛知県ラグビー協会公認 ラグビー応援大使[111]
- 総合ファッションショップ『フィットハウス』イメージモデル[112]

2019年
- 牛丼チェーン『すき家』テーマソング・アーティスト　※初の音源化[113]
- 『八十亀ちゃんかんさつにっき』広報大使[114]
- 愛知県『バイク交通安全啓発キャンペーン』モデル[115]
- ＠FM / Do!Safety・アンバサダー[116]
- とこなめ山車まつり応援大使[117]
- 証明写真のピクチャンイメージモデル[118]
- メイカーズ・ピアSNSフォトジェニックパークイメージモデル[119]